# Enrico Berrè
Enrico Berrè (n. 10 noiembrie 1992, Roma, Italia) este un scrimer italian specializat pe sabie. A fost laureat cu bronz la Campionatul European din 2013 de la Zagreb și s-a clasat pe locul șase mondial în sezonul 2013-2014. Cu echipa Italiei a fost campion mondial în 2015 și dublu campion european (în 2013 și în 2014).

## Palmares
Clasamentul la Cupa Mondială
| An  | 2011 | 2012 | 2013 | 2014 | 2015 |
| --- | ---- | ---- | ---- | ---- | ---- |
| Loc | 214  | 124  | 9    | 6    | 25   |

## Legături externe
Materiale media legate de Enrico Berrè la Wikimedia Commons
- Prezentare Arhivat în 3 aprilie 2015, la Wayback Machine. la Confederatia Europeană de Scrimă
- en Enrico Berrè la Olympedia.org